# Dallara 192
El Dallara 192 fue un coche de Fórmula 1 diseñado por Giampaolo Dallara, de Dallara, y utilizado por el equipo BMS Scuderia Italia durante la temporada 1992 de Fórmula 1. El coche estaba propulsado por el motor Ferrari V12 y calzaba neumáticos Goodyear.
Disputado por primera vez en el Gran Premio de Sudáfrica, el mejor resultado del F192 fueron dos sextos puestos, ambos conseguidos por Pierluigi Martini, en el Gran Premio de España y en el Gran Premio de San Marino respectivamente. Fue el último chasis Dallara utilizado por la Scuderia Italia.

## Diseño y desarrollo
Para la temporada 1992, el propietario del equipo, Giuseppe Lucchini, se hizo cargo del acuerdo de suministro de motores de Ferrari con Minardi. Esta disposición proporcionó al equipo motores Ferrari V12 de 3,5 litros (3500 cc), aunque con la especificación de 1991. El chasis, diseñado por Giampaolo Dallara, fue un desarrollo del coche del año anterior pero adaptado para su uso con el nuevo motor, que requería una pila de combustible más grande. Fue el único coche de 1992 que utilizó un alerón delantero alto con placas extremas profundas que, después de la primera carrera del año, estaban sostenidas por cables.
El chasis monocasco del coche era de fibra de carbono y estaba provisto de una caja de cambios transversal de seis velocidades propia de Dallara. El 192 estaba configurado con una suspensión de varilla de empuje de doble horquilla que tenía un solo amortiguador en la parte delantera pero dos amortiguadores en la parte trasera. A mitad de temporada, la suspensión delantera se cambió a un sistema de doble amortiguación. Los frenos eran Brembo con pastillas Carbone Industrie. La dirección era de diseño Momo y el coche calzaba neumáticos Goodyear. Su distancia entre ejes era de 2.960 milímetros (116,5 pulgadas), la vía delantera era de 1.817 milímetros (71,5 pulgadas) mientras que la vía trasera era de 1.616 milímetros (63,6 pulgadas). La capacidad del tanque de combustible era de 225 litros (49,5 imp gal) y Agip suministraba el combustible y el aceite. El peso total del coche era de 505 kilogramos (1.113,3 Ib).
Presentado en gran parte en color rojo con adornos blancos, el 192 contó con el patrocinio de la marca de cigarrillos Marlboro, SPAL, Fin-Eco, la empresa de combustibles Agip y la propia empresa de fabricación de acero de Lucchini.
Los pilotos del equipo se quejaron del manejo del coche y, en consecuencia, la aerodinámica y la suspensión se perfeccionaron continuamente durante todo el año. La suspensión era particularmente sensible y los amortiguadores Koni originales se cambiaron lateralmente por productos Penske y luego por unidades de suspensión dinámica. Los resultados obtenidos al final de la etapa europea de la temporada no fueron los esperados y para la siguiente temporada Lucchini decidió utilizar un chasis diseñado por Lola. Esto puso fin a una relación de cinco años con Dallara.

## Historia
Para la temporada 1992, la Scuderia Italia había contratado a Pierluigi Martini, que había pilotado el año anterior para Minardi. Su compañero de equipo era JJ Lehto, que había conducido para la Scuderia Italia el año anterior. El 192 hizo su debut en la primera carrera de la temporada 1992, en el Gran Premio de Sudáfrica, clasificándose 24º (Lehto) y 25º (Martini) como los más rápidos. Hubo una serie de problemas técnicos en la clasificación que afectaron el desempeño del equipo. En la propia carrera, ambos pilotos se retiraron. Lehto iba 11º cuando su eje de transmisión falló en la vuelta 47. Martini, tras una colisión con el Jordan-Yamaha de Mauricio Gugelmin en la vuelta 1, estaba en el último lugar cuando se retiró en la vuelta 57.
Algunos de los problemas técnicos que habían afectado al 192 en Sudáfrica se habían resuelto en gran medida para la siguiente carrera: Lehto se clasificó séptimo y Martini noveno, por delante de los dos Ferrari oficiales. Sólo Lehto terminó la carrera, octavo, y tuvo que cambiar neumáticos a mitad de camino debido a la fuerte dirección. Martini se vio aún más afectado por la dirección, haciendo tres paradas para cambiar neumáticos antes de retirarse del último lugar en la vuelta 37. En el Gran Premio de Brasil, Martini se clasificó octavo, mientras que Lehto ocupaba el puesto 16 en la parrilla. Durante la carrera, Martini estaba en los puntos antes de retirarse en la vuelta 17 por una falla en el embrague. Lehto finalizó octavo y tuvo que hacer una parada extra con neumáticos tras un pinchazo.
En el Gran Premio de España, Lehto y Martini se clasificaron 12.º y 13.º respectivamente. Martini aprovechó los abandonos tardíos en carrera para terminar en sexto lugar, obteniendo el primer punto de la temporada para la Scuderia Italia. Lehto cometió un error en la vuelta 58, haciendo un trompo mientras ocupaba el octavo lugar. En San Marino, el equipo recibió motores Ferrari mejorados, pero ambos monoplazas tuvieron problemas de manejo y de eje de transmisión durante la clasificación, con Martini y Lehto en el puesto 15 y 16 en la parrilla. En la carrera en sí, el dúo corrió la mayor parte de la carrera detrás del Footwork-Mugen de Michele Alboreto y en la vuelta 57 ocupaba el sexto y séptimo lugar, cuando Lehto se retiró con un motor averiado. Todavía estaba clasificado, en el puesto 11, mientras que Martini terminó nuevamente en sexto lugar. En Mónaco, Martini se clasificó en el puesto 18 y Lehto en el 20. Este último terminó la carrera en novena posición, dos vueltas menos que el ganador, mientras que Martini fue expulsado de la carrera en la vuelta 1 por Stefano Modena en el Jordan-Yamaha.
En la carrera de Canadá, ambos pilotos consideraron que el manejo del 192 era particularmente grave. Martini acabó clasificándose 15º en la parrilla, pero Lehto fue 23º. En la carrera, ambos pilotos terminaron octavo (Martini) y noveno (Lehto) respectivamente. El equipo logró otro doble final en el siguiente Gran Premio de Francia, Lehto fue noveno con Martini un lugar detrás, habiendo sido penalizado con 10 segundos por saltarse la salida. Se habían clasificado en el puesto 17 y 25 respectivamente, Lehto por delante de Martini. En el Gran Premio de Gran Bretaña, Lehto, utilizando un nuevo sistema de doble amortiguador en su suspensión delantera, se clasificó en el puesto 19, mientras que Martini estaba en el puesto 22 en la parrilla. El día de la carrera, ambos coches terminaron aunque fuera de los puntos, en el puesto 13 (Lehto) y 15 (Martini).
En Alemania, Martini se clasificó en el puesto 18 y ahora también utiliza el sistema de doble amortiguador en la suspensión delantera, mientras que Lehto quedó más atrás en el puesto 21. Ambos autos terminaron, Lehto en décimo lugar por delante de su compañero de equipo, que terminó en undécimo lugar. En la carrera de Hungría, los pilotos del equipo tuvieron problemas. Martini apenas llegó a la parrilla en el puesto 26 y último, mientras que Lehto fracasó por completo. Martini se retiró cuando iba en el puesto 14 y último en la vuelta 40, después de haber sido penalizado con 10 segundos por retrasar al líder de la carrera, Nigel Mansell.
Lehto se clasificó para el Gran Premio de Bélgica en el puesto 16, tres puestos por delante de Martini. Este último sufrió un accidente en la curva Eau Rouge durante los entrenamientos que dañó gravemente su coche. No pudo durar ni una vuelta en la carrera y se retiró después de que se le calara el motor al intentar arrancar después de un trompo. Lehto terminó en séptimo lugar, aunque había estado en una posición que otorgaba puntos hasta que fue atrapado por Ayrton Senna y Johnny Herbert hacia el final de la carrera. Para su carrera de casa y la del equipo, Martini terminó en octavo lugar tras clasificarse en el puesto 22. Lehto había llegado al séptimo puesto, habiendo salido desde el puesto 14 de la parrilla, pero hacia el final de la carrera sufrió problemas eléctricos y acabó clasificado en el puesto 11, a 6 vueltas del ganador de la carrera.
En Portugal, Lehto se clasificó en el puesto 19 y Martini en el 21, incluso con el beneficio de un nuevo alerón delantero que mejoró el rendimiento aerodinámico del 192. Durante la carrera, ambos pilotos recogieron restos del accidente de Riccardo Patrese en la vuelta 44 en la recta principal; Martini pinchó dos neumáticos y se retiró en la vuelta 44, mientras que Lehto también se retiró después de atropellar una parte del eje de transmisión del Williams FW14 de Patrese que penetró en la tina de su 192. En el Gran Premio de Japón, Martini se ubicó en el puesto 19 en la parrilla, pero terminó décimo. Lehto se clasificó en el puesto 22, pero terminó por delante de su compañero de equipo en el noveno lugar.
En la última carrera del año, el Gran Premio de Australia, Martini partía desde el puesto 14 de la parrilla, pero se retiró de la carrera, después de que Olivier Grouillard, en el Tyrrell, chocara con él en la primera curva. Lehto, que se clasificó en el puesto 24.º más rápido, llegó hasta el 12.º antes de retirarse hacia el final de la carrera por un fallo en la caja de cambios.
Martini ocupó el puesto 14 en el Campeonato de Pilotos de 1992 con dos puntos, mientras que Lehto no logró ningún puesto. Los dos puntos totales de la Scuderia Italia le permitieron terminar décimo en el Campeonato de Constructores

## Resultados
(Clave) (negrita indica pole position) (cursiva indica vuelta rápida)

| Año     | Motor       | Neu. | N.º | Pilotos           | 1   | 2   | 3   | 4   | 5   | 6   | 7   | 8   | 9   | 10  | 11  | 12  | 13  | 14  | 15  | 16  | Puntos | Pos. |
| ------- | ----------- | ---- | --- | ----------------- | --- | --- | --- | --- | --- | --- | --- | --- | --- | --- | --- | --- | --- | --- | --- | --- | ------ | ---- |
| 1992    | Ferrari V12 | G    |     |                   | RSA | MEX | BRA | ESP | SMR | MON | CAN | FRA | GBR | GER | HUN | BEL | ITA | POR | JPN | AUS | 2      | 10.º |
| 1992    | Ferrari V12 | G    | 21  | J. J. Lehto       | Ret | 8   | 8   | Ret | 11* | 9   | 9   | 9   | 13  | 10  | DNQ | 7   | Ret | Ret | 9   | Ret | 2      | 10.º |
| 1992    | Ferrari V12 | G    | 22  | Pierluigi Martini | Ret | Ret | Ret | 6   | 6   | Ret | 8   | 10  | 15  | 11  | Ret | Ret | 8   | Ret | 10  | Ret | 2      | 10.º |
| Fuente: |             |      |     |                   |     |     |     |     |     |     |     |     |     |     |     |     |     |     |     |     |        |      |